# علي الدقر
الشيخ علي الدقر،  (1294- 1362 هـ/ 1877- 1943م) أحد أبرز علماء السنة في سوريا، اعتبره الكثيرون أنه صاحب أكبر نهضة علمية في بلاد الشام. قال عنه الشيخ علي الطنطاوي: «الرجل الذي هزّ دمشق من أربعين سنة هزّة لم تعرف مثلها من مئتي سنة، وصرخ في أرجائها صرخة الإيمان، فتجاوبت أصداؤها في أقطار الشام، واستجاب لها الناس، يعودون إلى دين الله أفواجاً، يبتدرون المساجد، ويستبقون إلى حلقاتها.. وهو علامة الشام.. بل هو في الشام علم الأعلام، أعطي من التوفيق في العمل، والعمق في الأثر، ما لم يعط مثله الشيخ بدر الدين ولا غيره من مشايخ الشام في تلك الأيام».

## اسمه ونشأته
هو الشيخ الشريف محمد علي بن عبد الغني الدقر، الحسيني الدمشقي. ولد الشيخ علي في دمشق عام 1294 هـ الموافق 1877م لأب تاجر صالح محسن، ومن أسرة دمشقية عريقة، ولأمّ صالحة محسنة. وكان والده من أكرم الناس، وأوسعهم جودًا. وورث الشيخ عن والده هذه الخصال، فكان له مزرعتان في المزة وداريا، يؤمّهما الفقراء والمحتاجون، ليأخذ كل واحد منهم ما يحتاجه منهما، من دون استئذان، وعندما يمد الموائد، يفرح بازدحام المساكين عليها.

## صفته
كان الشيخ علي الدقر جميل الصورة، ناصع البياض، أزرق العينين، حلو التقاسيم، له لحية بيضاء كبيرة تزيده جمالاً، وكان يتخذ العمامة التجارية من القماش الهندي المطرّز. وهذا كما وصفه الشيخ علي الطنطاوي.

## تعليمه
تعلّم في الكتّاب القراءة والكتابة وشيئاً يسيراً من القرآن الكريم، ثم انتقل إلى مدرسة الشيخ عيد السفرجلاني، وأمضى فيها بضع سنين، أفاد منها شيئاً من علوم اللغة العربية، وعلوم الدين، ثم لازم الشيخ محمد القاسمي، وقرأ عليه من علوم العربية والدين ما أهّله لتدريس شيء من علم النحو ومن الفقه الشافعي. وصحب المحدّثَ الشيخ بدر الدين الحسني، وكان من أحبّ تلاميذه إليه، وأقربهم منه، وقرأ عليه الكتب الخمسة، كما قرأ على غيره من علماء الشام كالشيخ أمين سويد، ما جعله عالماً فقيهاً يشار إليه بالبنان.

## وعظه
كان الشيخ نشيطاً في الدعوة، في مساجد دمشق وغيرها من المدن والقرى السورية، وكان عظيم التأثير في النفوس، فازدحم على دروسه العلمية والوعظية كبار تجار دمشق وصالحوها، وكان يدعوهم إلى التعاون والتحابب والإيثار، ويحرّم عليهم وينهاهم عن الغش والاحتكار، ويرسخ قواعد التعامل بينهم في سائر علاقاتهم الأسرية والاجتماعية والتجارية، ويحضّهم على التمسّك بتعاليم الإسلام العظيم.

## النهضة العلمية أو نهضة العلماء
إن الشيخ علي الدقر هو صاحب أضخم نهضة علميّة في بلاد الشام في القرن الرابع عشر الهجري، والعشرين الميلادي. فقد كان التعليم الرسمي في سورية بعيدًا عن الله وعن تعاليم الإسلام ومبادئ الأخلاق، وتأثر بالغرب وعلومه. فأنشَأ الشيخ العديد من المدارس والمعاهد الشرعية، التي تعلم العقيدة، وأحكام الإسلام، والعلوم الشرعية، والعلوم العربية التي هي مفتاح العلوم الشرعية. ولإنشاء هذه المدارس كان لابد من إنشاء جمعية تمده بالأموال والرجال والنظام، فقرر بالتعاون مع التجار الذين يحبّونه، ويثقون به، وبصلاحه، وبسداد رأيه، وبالتعاون مع بعض العلماء أيضاً، كالشيخ هاشم الخطيب، وبمباركة محدّث الشام الشيخ بدر الدين الحسني، فقرّر إنشاء (الجمعية الغراء لتعليم أولاد الفقراء) ثم انطلق يحشد الطلاب لدراسة العلم الشرعي من أولاد الفقراء في حوران، والأردن، وبعض المدن والقرى السورية.

## وفاته
توفي في دمشق يوم الثلاثاء في 25 صفر سنة 1362 هـ الموافق 1943م وصلي عليه في الجامع الأموي ودفن في مقبرة الباب الصغير.